# Saint-Sornin-la-Marche
Saint-Sornin-la-Marche é uma comuna francesa na região administrativa da Nova Aquitânia, no departamento de Alto Vienne. Estende-se por uma área de 24,39 km². Em 2010 a comuna tinha 250 habitantes (densidade: 10,3 hab./km²).